# 橋本裕之
橋本裕之（日语：／ Hashimoto Hiroyuki，1973年9月27日—），日本男性動畫師、動畫演出家、動畫導演。出身於京都府。自由身。

## 來歷
橋本裕之來自中村Production，是主要為日昇動畫作品專門從事作畫工作的下游公司。他成為自由工作者後，他繼續為日昇動畫、J.C.STAFF及MADHOUSE等多家公司擔任動畫師。
他在參加《Code Geass反叛的魯路修 R2》的過程中學習演出的工作（根據他的博部落格），並在板垣伸的執導下以《BASQUASH！》（第4話）擔任演出首次亮相。
此後，他專注於演出的工作，並憑藉《請問您今天要來點兔子嗎？》首次擔任導演。
2014年左右，他開始使用TwitCasting，主要用於聊天廣播。一開始沒有保留任何檔案，但從2020年3月左右開始會留下一些檔案。隨後他在2014年開設了YouTube頻道，但直到2020年這才成為他的主要頻道。2020年5月，在使用兩個發佈網站的同時，他將主要發佈轉移到YouTube，現在主要做聊天發佈。由於發佈時間較長，他常常一邊喝酒一邊直播。

## 參加作品
除另有說明外，所有作品均作為演出參與。

### 電視動畫
2006年
- 受讚頌者（原畫）

2007年
- Code Geass反叛的魯路修（作畫監督補佐）

2009年
- BASQUASH！（分鏡、演出）
- 天降之物
- 穿越宇宙的少女（原畫）

2010年
- Angel Beats！（分鏡、演出）
- 爆漫王。（分鏡、演出）

2011年
- TIGER & BUNNY
- 便·當
- 爆漫王。2（分鏡、演出）

2012年
- 加速世界
- 機器人筆記
- 爆漫王。3

2013年
- 惡魔倖存者2 the ANIMATION（分鏡、演出）
- 打工吧！魔王大人
- 蒼藍鋼鐵戰艦 -ARS NOVA-（分鏡、演出）

2014年
- 超級索尼子 -SUPER SONICO THE ANIMATION-（分鏡、演出）
- 請問您今天要來點兔子嗎？（導演、編劇、分鏡、演出、原畫、OP分鏡&演出、ED分鏡&演出）

2015年
- 你好!! 黃金拼圖（分鏡）
- 請問您今天要來點兔子嗎??（導演、編劇、分鏡、演出、OP分鏡&演出）

2016年
- 槍彈辯駁3 -The End of 希望峰學園- 未來篇（分鏡）
- 魔法少女育成計劃（導演）

2017年
- 歡迎來到實力至上主義的教室（導演[注 1]）

2018年
- Slow Start（導演、編劇、分鏡、演出）

2020年
- 請問您今天要來點兔子嗎？BLOOM（導演、編劇、分鏡、演出）

2022年
- Estab-Life Great Escape（導演）
- 歡迎來到實力至上主義的教室 2nd Season（總導演[注 1]）

2023年
- 白聖女與黑牧師（分鏡、演出）

2024年
- 歡迎來到實力至上主義的教室 3rd Season（總導演[注 1]）

2025年
- 桃源暗鬼（監督補佐[2]）

未發表
- 魔法少女育成計劃restart（導演[3]）

### 電影動畫
2015年
- 蒼藍鋼鐵戰艦 -ARS NOVA- Cadenza（分鏡[注 2]、演出[注 3]）

2018年
- 機動戰士鋼彈NT（分鏡[注 4]）

2019年
- LAIDBACKERS（日语：LAIDBACKERS-レイドバッカーズ）（導演）

### OVA
2017年
- 請問您今天要來點兔子嗎?? ～Dear My Sister～（導演）

2019年
- 請問您今天要來點兔子嗎?? ～Sing For You～（導演）

## 腳註

## 外部連結
- 橋本裕之的X（前Twitter） （日語）
- （日語）—Youtube帳戶。
- 橋本裕之的TwitCasting帳戶 （页面存档备份，存于） （日語）